# Flagge Kabardino-Balkariens

Flagge der Republik Kabardino-Balkariens
Seitenverhältnis 2:3

Die Flagge Kabardino-Balkariens ist die offizielle Flagge der Republik Kabardino-Balkarien innerhalb Russlands. Die Flagge wurde durch ein Gesetz vom 21. Juli 1994 offiziell angenommen.
Das Seitenverhältnis der aus drei horizontalen Streifen bestehenden Flagge beträgt 2:3. Sowohl Streifen, als auch das an den oberen und unteren Streifen anstoßende Emblem sind blau (Himmel), weiß (Schnee) und grün. Das Emblem zeigt den Elbrus, den höchsten Gipfel des Kaukasus.